# Cabo mayor
Cabo mayor es un empleo militar.
En la Ley 17/1999, de 18 de mayo, de Régimen de Personal de las Fuerzas Armadas, se creó el empleo de Cabo
Mayor con el objetivo de completar la trayectoria de las escalas de tropa y marinería, permitiendo al personal de la
misma alcanzar la máxima realización profesional y servirle como un referente permanente. Posteriormente, la Ley
39/2007 reguló las funciones que desarrollan los Cabos Mayores.
En el ámbito de los países que forman parte de la OTAN, al grado de cabo mayor le corresponde el código OR-6 desde enero de 2021 según, NATO STANDARD
APersP-01
NATO CODES FOR GRADES 
OF MILITARY PERSONNEL
Edition A, Version 1
JANUARY 2021 grados del personal militar.

## En España
En el ejército español, se crea según Ley 17/1999, de Régimen de Personal de las Fuerzas Armadas. Se asciende por el sistema de elección entre los cabos primeros que lleven, al menos, 11 años de servicio en el empleo y que hayan mantenido una relación de servicios de carácter permanente de, al menos, 10 años. Todo esto con una antigüedad no inferior a 16 años de servicios intachables. Su divisa es 1 franja o línea amarilla y 1 ángulo con borde (ribete) rojo o verde.
Previo al ascenso, deben reunir una serie de requisitos y cualidades personales y profesionales que les permita ser evaluados favorablemente, así como superar un curso de capacitación. Tras la Ley de Tropa y Marinería en 2006, para el ascenso a cabo mayor será preciso tener una antigüedad de cabo 1º de 10 años al menos. Los cabos mayores, aunque jerárquicamente estén en el escalafón bajo el sargento, dependen directamente del mando de compañía o unidad, respondiendo únicamente ante ellos (capitán, teniente coronel, coronel, general). Su misión principal es de representación de la escala de tropa (como el suboficial mayor en la Escala de suboficiales), siendo estos los de mayor empleo y antigüedad en dicha categoría. 
El trato hacia él será de: "a sus órdenes, mi mayor", "da usted su permiso, mi mayor". 
En la Guardia Civil se accede a este empleo mediante el sistema de elección de forma similar a las Fuerzas Armadas, teniendo los empleos de cabo mayor usualmente las funciones de jefatura de negociado así como asesoramiento al mando a jefes de unidades de tipo zona o comandancia.  

Divisa cabo mayor Ejército de Tierra
Divisa cabo mayor Armada
Divisa cabo mayor Infantería de Marina
Divisa cabo mayor Ejército del Aire
Divisa cabo mayor Guardia Civil